# Facundo Russo
Facundo Russo (Buenos Aires, 20 de julio de 2000) es un futbolista argentino. Juega de mediocampista y su equipo actual es CA Alvarado de la Primera B Nacional.

## Trayectoria

### Platense
En el año 2009 arribó a Platense con apenas 9 años de edad. Durante el primer semestre del año 2021 su gran nivel en el equipo de Reserva que dirigía Claudio Spontón llamó la atención del cuerpo técnico, encabezado por Daniel Vega. En ese lapso que se había ido Juan Manuel Llop y había llegado Leonardo Madelón, Facundo firmó su primer contrato profesional con el club y empezó a entrenar con el plantel principal. Debutó el mismo día que tuvo su primera concentración con el plantel principal, el día 17 de julio de 2021 frente a Gimnasia de La Plata en condición de visitante por la Fecha 1 del Campeonato de Primera División 2021.

### All Boys
A mediados del año siguiente, Russo se convirtió en nuevo jugador de All Boys en condición de préstamo sin cargo y con opción de compra del 50% de su pase perteneciente a Platense.

## Estadísticas

### Clubes
- Actualizado hasta el 10 de junio de 2022.

| Platense Argentina | 1.ª                 | 2016-17             | 12 | 0 | - | - | - | - | 12 | 0 | 0,00 |
| Platense Argentina | 1.ª                 | 2017-18             | 6  | 0 | - | - | - | - | 6  | 0 | 0,00 |
| Platense Argentina | Total club          | Total club          | 18 | 0 | - | - | - | - | 18 | 0 | 0,00 |
| All Boys Argentina | 2.ª                 | 2022                | 0  | 0 | - | - | - | - | 0  | 0 | 0,00 |
| All Boys Argentina | Total club          | Total club          | 0  | 0 | - | - | - | - | 0  | 0 | 0,00 |
| Total en su carrera | Total en su carrera | Total en su carrera | 18 | 0 | - | - | - | - | 18 | 0 | 0,00 |
| (1) Las copas nacionales se refiere a la Copa Argentina. (2) Las copas internacionales se refiere a la Copa Libertadores y a la Copa Sudamericana. (3) Media de goles por encuentro. No incluye goles en partidos amistosos. |                     |                     |    |   |   |   |   |   |    |   |      |